# Coupe d'Asie de l'Est de football 2003
Navigation
Corée du Sud 2005
La Coupe d'Asie de l'Est de football 2003 est la toute première édition de la compétition de football opposant les équipes des pays et territoires situés en Asie de l'Est. Elle est organisée par la Fédération de football d'Asie de l'Est (EAFF).
Les équipes nationales de Chine, de Corée du Sud et du Japon sont automatiquement qualifiées pour la phase finale grâce à leur participation en phase finale de la Coupe du monde 2002. Les équipes de Taïwan, de Hong Kong, de Mongolie, de Macao et Guam doivent disputer un barrage de qualification.
La phase finale est disputée dans un championnat à quatre, chaque équipe affrontant une seule fois les trois autres. L'équipe qui a le plus de points au classement remporte le trophée. C'est la Corée du Sud qui remporte la compétition, devant le Japon et la Chine.
Yoo Sang-chul est nommé meilleur joueur de la compétition.

## Équipes participantes
- Entrent au tour préliminaire :
  -  Hong Kong (Pays organisateur)
  -  Guam
  -  Mongolie
  -  Macao
  -  Taipei chinois

- Entrent directement en phase finale :
  -  Corée du Sud
  -  Japon (Pays organisateur)
  -  Chine

## Tour préliminaire
Les 5 sélections disputant le tour préliminaire sont regroupées au sein d'une poule unique où chaque équipe rencontre une fois chacun de ses adversaires. À noter que la Corée du Nord déclare forfait avant le début de la compétition.
|   | Équipe         | Pts | J | G | N | P | BP | BC | Diff |
| - | -------------- | --- | - | - | - | - | -- | -- | ---- |
| 1 | Hong Kong      | 12  | 4 | 4 | 0 | 0 | 26 | 0  | +26  |
| 2 | Taipei chinois | 9   | 4 | 3 | 0 | 1 | 13 | 3  | +10  |
| 3 | Macao          | 6   | 4 | 2 | 0 | 2 | 5  | 5  | 0    |
| 4 | Mongolie       | 3   | 4 | 1 | 0 | 3 | 2  | 16 | -14  |
| 5 | Guam           | 0   | 4 | 0 | 0 | 4 | 0  | 22 | -22  |

| 22 février | Macao          | 2  | 0 | Mongolie       |
|            | Hong Kong      | 2  | 0 | Taipei chinois |
| 24 février | Mongolie       | 2  | 0 | Guam           |
|            | Hong Kong      | 3  | 0 | Macao          |
| 26 février | Macao          | 2  | 0 | Guam           |
|            | Taipei chinois | 4  | 0 | Mongolie       |
| 28 février | Taipei chinois | 7  | 0 | Guam           |
|            | Hong Kong      | 10 | 0 | Mongolie       |
| 2 mars     | Taipei chinois | 2  | 1 | Macao          |
|            | Hong Kong      | 11 | 0 | Guam           |

## Phase finale
Hong Kong rejoint les 3 équipes qualifiées d'office pour la phase finale, le Japon, la Corée du Sud et la Chine, tenante du titre. Les 4 sélections sont regroupées au sein d'un groupe où chacun joue une fois contre tous ses adversaires. La phase finale est disputée au Japon.
La 1ère journée oppose d'un côté la Corée du Sud et Hong Kong, et de l'autre côté le Japon et la Chine. La Corée du Sud gagne 3-1. Le Japon gagne de son côté sur le score de 2-0. La Corée du Sud est première, le Japon est deuxième et Hong Kong est troisième.
La deuxième journée ne sera pas favorable pour Hong Kong et la Chine. La Corée du Sud s'impose 1-0 face à la Chine et le Japon s'impose sur le même score, 1-0, sur Hong Kong.
Quant à la dernière journée, Hong Kong ne pourra pas gagner un seul match en s'inclinant 3-1 face à  la Chine. Du côté des Japonais et des Sud-Coréens, le match est décisif pour savoir qui sera le vainqueur. Si la Corée du Sud gagne, elle remporte la Coupe, de même pour le match nul. Le Japon ne peut espérer que la défaite de la Corée du Sud pour être vainqueur. Mais les 2 pays se séparent sur un match nul, 0-0. La Corée du Sud est vainqueure car elle marqué plus de buts que le Japon, 1 but de plus.
|   | Équipe       | Pts | J | G | N | P | BP | BC | Diff |
| - | ------------ | --- | - | - | - | - | -- | -- | ---- |
| 1 | Corée du Sud | 7   | 3 | 2 | 1 | 0 | 4  | 1  | +3   |
| 2 | Japon        | 7   | 3 | 2 | 1 | 0 | 3  | 0  | +3   |
| 3 | Chine        | 3   | 3 | 1 | 0 | 2 | 3  | 4  | -1   |
| 4 | Hong Kong    | 0   | 3 | 0 | 0 | 3 | 2  | 7  | -5   |

| 4 décembre  | Corée du Sud | 3 | 1 | Hong Kong    |
|             | Japon        | 2 | 0 | Chine        |
| 7 décembre  | Corée du Sud | 1 | 0 | Chine        |
|             | Japon        | 1 | 0 | Hong Kong    |
| 10 décembre | Japon        | 0 | 0 | Corée du Sud |
|             | Chine        | 3 | 1 | Hong Kong    |

| 4 décembre 2003 | Corée du Sud                             | 3 - 1 | Hong Kong  | Stade Olympique, Tokyo                            |                                                   |
| 16:30           | Kim Do-heon 23e, 50e · Ahn Jung-Hwan 57e |       | Akandu 34e | Spectateurs : 14 895 Arbitrage : Jimmy Napitupulu | Spectateurs : 14 895 Arbitrage : Jimmy Napitupulu |
| 16:30           | (Rapport)                                |       |            | Spectateurs : 14 895 Arbitrage : Jimmy Napitupulu | Spectateurs : 14 895 Arbitrage : Jimmy Napitupulu |

| 4 décembre 2003 | Japon        | 2 - 0 | Chine | Stade Olympique, Tokyo                              |                                                     |
| 19:15           | Kubo 4e, 80e |       |       | Spectateurs : 41 742 Arbitrage : Santhan Nagalingam | Spectateurs : 41 742 Arbitrage : Santhan Nagalingam |
| 19:15           | (Rapport)    |       |       | Spectateurs : 41 742 Arbitrage : Santhan Nagalingam | Spectateurs : 41 742 Arbitrage : Santhan Nagalingam |

| 7 décembre 2003 | Corée du Sud        | 1 - 0 | Chine | Saitama Stadium, Saitama                           |                                                    |
| 16:30           | Yoo Sang-Chul 45+1e |       |       | Spectateurs : 21 715 Arbitrage : Halim Abdul-Hamid | Spectateurs : 21 715 Arbitrage : Halim Abdul-Hamid |
| 16:30           | (Rapport)           |       |       | Spectateurs : 21 715 Arbitrage : Halim Abdul-Hamid | Spectateurs : 21 715 Arbitrage : Halim Abdul-Hamid |

| 7 décembre 2003 | Japon           | 1 - 0 | Hong Kong | Saitama Stadium, Saitama                         |                                                  |
| 19:15           | Alex 37e (pen.) |       |           | Spectateurs : 45 145 Arbitrage : Chalach Piromya | Spectateurs : 45 145 Arbitrage : Chalach Piromya |
| 19:15           | (Rapport)       |       |           | Spectateurs : 45 145 Arbitrage : Chalach Piromya | Spectateurs : 45 145 Arbitrage : Chalach Piromya |

| 10 décembre 2003 | Chine                                           | 3 - 1 | Hong Kong       | Nissan Stadium, Kanagawa                         |                                                  |
| 16:30            | Zhao Xuri 20e · Liu Jindong 21e · Yang Chen 44e |       | Lo Chi Kwan 75e | Spectateurs : 17 400 Arbitrage : Chalach Piromya | Spectateurs : 17 400 Arbitrage : Chalach Piromya |
| 16:30            | (Rapport)                                       |       |                 | Spectateurs : 17 400 Arbitrage : Chalach Piromya | Spectateurs : 17 400 Arbitrage : Chalach Piromya |

| 10 décembre 2003 | Japon     | 0 - 0 | Corée du Sud | Nissan Stadium, Kanagawa                            |                                                     |
| 19:15            |           |       |              | Spectateurs : 62 633 Arbitrage : Santhan Nagalingam | Spectateurs : 62 633 Arbitrage : Santhan Nagalingam |
| 19:15            | (Rapport) |       |              | Spectateurs : 62 633 Arbitrage : Santhan Nagalingam | Spectateurs : 62 633 Arbitrage : Santhan Nagalingam |

| Coupe d'Asie de l'Est 2003 Vainqueur Corée du Sud Premier titre |